# Sucursal de la Caixa d'Estalvis i Mont de Pietat de Barcelona
La Sucursal de la Caixa d'Estalvis i Mont de Pietat de Barcelona és un edifici situat als carrers de l'Hospital i de la Cera del Raval de Barcelona, catalogat com a bé amb elements d'interès (categoria C).

## Història
El 1892, Joan Prats i Rodés, director de la sucursal núm. 1 de la Caixa d'Estalvis i Mont de Pietat de Barcelona, va demanar permís per a construir un nou edifici en el solar de les finques núms. 149 al 155 del carrer de l'Hospital, segons el projecte de l'arquitecte August Font i Carreras.

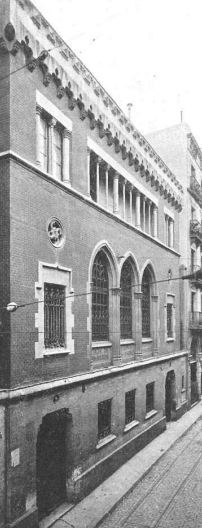
Façana principal el 1908

## Descripció
Es tracta d'un edifici de planta baixa i dos pisos que imita un palau gòtic, malgrat les diverses modificacions que ha sofert des de la seva construcció.
La façana principal presenta als baixos una agrupació de triples obertures d'arcs rebaixats sobre un parament llis, que constrasta amb l'estuc vermellós imitant maó vist. El primer té tres grans finestrals d'arc apuntat flanquejats per dues finestres amb guardapols goticista, per sobre les quals hi ha dos medallons amb relleu escultòric. Al segon pis, hi ha una mena de solana de tres trams, dels quals el central és notablement més gran, a sobre del qual hi ha el rètol CAJA DE AHORROS Y MONTE DE PIEDAD DE BARCELONA SVCVRSAL Nº1 - PADRO -. El coronament té una barana massissa amb perfils d'arcs neogòtics a la part inferior i amb merlets a la superior.
La façana posterior és més senzilla, ornamentada amb esgrafiats de guardioles i filigranes vegetals.